# 벤지 (1974년 영화)
《벤지》(Benji)는 미국에서 제작된 조 캠프 감독의 1974년 가족, 모험 영화이다. 팟시 거렛 등이 주연으로 출연하였고 조 캠프 등이 제작에 참여하였다.

## 출연

### 주연
- 팟시 거렛 ... 메리 역
- 알렌 피우자 ... 폴 역

### 조연
- 시디아 스미스 ... 신디 역
- 피터 브렉 ... 닥터 챔프만 역
- 프란세스 바비어 ... 래디 위드 더 캣 역
- 테리 카터 ... 오피서 터틀 역
- 에드가 뷰캐넌 ... 빌 역

## 기타
- 미술: 할런 라이트